# Rio Missão Velha
O Rio Missão Velha é um rio brasileiro que banha o estado do Ceará. Nasce no sopé da Chapada do Araripe e corta todo o município do sul ao norte. Este rio recebe o nome de Missão Velha no encontro com o Riacho Seco e Rio Missão Nova, nas proximidades do lugar denominado Manga, no Sítio Tapera. Depois da comunidade Cupim ao receber as águas do Rio Salamanca e do Rio Carás ele é denominado Rio Salgado. Foi perto do Rio Missão Velha que o povoamento da zona urbana teve seu prólogo. Infelizmente este rio está muito poluído, pois serve de despejo de dejetos humanos, lixos hospitalares e esgotos, bem como sabões e detergentes que degradam o meio ambiente; outro fator que causa problemas neste rio é o uso de agrotóxicos por agricultores que moram nas imediações dele. Como não existe uma fiscalização os esgotos industriais são lançados no rio; contudo isso não é um problema muito grave, pois existem poucas indústrias na cidade, pouco mais que quatro industrias. Devido a falta de vegetação em suas margens o rio sofre constante erosão que o desgasta; existem muitos esgotos residenciais canalizados para o rio, bem como carcaças de animais mortos, lixo e dejetos hospitalares; o índice de poluição cresce quando ele se une aos rios Salamanca e Salgado devido ao fato de os agentes poluentes dos municípios de Crato, Juazeiro do Norte e Barbalha se juntarem as águas um tanto sujas do Rio Missão Velha as quais vão desaguar na Cachoeira de Missão Velha. Houve rumores de um projeto de construção de um parque ecológico na Cachoeira, mas como é um projeto um tanto colossal e o ambiente se encontra bastaste degradado não há previsão para que se realize, contudo os missaovelhenses tem esperança de verem este sonho realizado.